# Adolf Jakubowicz (artysta)
Adolf Jakubowicz (ur. 1930 w Iwoniczu, zm. 8 czerwca 1993 w Rzeszowie) – polski artysta plastyk i grafik, dziennikarz, publicysta, radiowiec, działacz kulturalny.

## Życiorys
Był członkiem Grupy XIV w środowisku plastycznym w Rzeszowie. Ukończył na Wydziale Grafiki Akademii Sztuk Pięknych w Krakowie w 1957. Został artystą plastykiem i grafikiem, rysownikiem. Od 1956 osiadł w Rzeszowie. Od lat 60. miał 12 wystaw indywidualnych. Działał w rzeszowskim środowisku artystycznym. Pracował także na gruncie dziennikarstwa. Pełnił funkcję dyrektora i redaktora naczelnego Rozgłośni Polskiego Radia Rzeszów od 1970 do 1990. Ponadto był reportażystą w tematyce Bieszczadów, m.in. autor cyklu Powroty. Był przewodniczącym komisji artystyczno-graficznej rzeszowskiego oddziału Krajowej Agencji Wydawniczej. Był członkiem Stowarzyszenia Dziennikarzy RP. Współtworzył rzeszowski oddział TVP.

## Publikacje
- Bieszczady w rysunkach Adolfa Jakubowicza (1967, Wydawnictwo Artystyczo-Graficzne RSW „Prasa”, Wojewódzki Ośrodek Informacji Turystycznej)
- Na szpaltach i antenie. Wybór publikacji zamieszczonych na łamach prasy rzeszowskiej i emitowanych przez rozgłośnię PR w Rzeszowie w okresie XXX-lecia (1974, Rzeszowskie Towarzystwo Przyjaciół Nauk)
- Powroty (1980, Krajowa Agencja Wydawnicza)[2]

## Odznaczenia i wyróżnienia
- III nagroda Klubu Publicystów Polityki Kulturalnej Stowarzyszenia Dziennikarzy Polskich (1972)[3]
- Wpis do „Księgi zasłużonych dla województwa krośnieńskiego” (1979)[4]
- Wpis do „Księgi zasłużonych dla województwa rzeszowskiego” (1982)[5]
- Odznaka „Zasłużony dla Sanoka”[6]
- Nagroda wojewody krośnieńskiego (1983)[7]
- Nagroda rzeszowskiego oddziału Związku Polskich Artystów Malarzy i Grafików „Postawy '93”[8]